# فيتولازيو
فيتولازيو، (بالإنجليزية: Vitulazio)‏، هي (بلدية) في مقاطعة كازيرتا في منطقة كامبانيا الإيطالية، وتقع على بعد حوالي 35 كيلومترًا (22 ميلًا) شمال نابولي، وحوالي 15 كم (9 ميل) شمال غرب كازيرتا.

## السكان
في سنة 1861 بلغ عدد السكان 1٬419 نسمة، وتطور العدد ليصل في سنة 2011 لـ 7٬020 نسمة.
يظهر هذا المخطط البياني تطور النمو السكاني لـ فيتولازيو

## توأمة
لفيتولازيو اتفاقيات توأمة مع:
- لا كورنوف